# VFDM réseau du Tarn et Haute Garonne
Le réseau de Tarn et Haute Garonne de la compagnie Voies Ferrées Départementales du Midi (VFDM) est un réseau de chemin de fer qui a fonctionné dans les départements du Tarn et de la Haute-Garonne entre 1930 et 1939. Les lignes étaient construites à voie métrique et électrifiées.

## Les lignes
- Toulouse - Beaupré - Castres: (77 km), ouverture 1930
- Beaupré - Revel : (26km) (embranchement ), ouverture 1930

Le centre du réseau, le dépôt et les ateliers étaient situés à Castres.
Le départ de Toulouse se faisait par emprunt de la ligne de Toulouse à Villemur de la compagnie des  chemins de fer du Sud-Ouest (CFSO) jusqu'à la gare de Croix-Daurade.

## Gares de jonction
- Gare de Toulouse-Matabiau avec les tramways de Toulouse, la compagnie des Chemins de fer du Midi et les chemins de fer du Sud-Ouest
- Gare de Castres avec les chemins de fer départementaux du Tarn
- Revel et Maurens-Scopont avec les chemins de fer du Sud-Ouest (CFSO).

## Matériel roulant
Automotrices électriques
- ABD 1 à 7 livrée en 1930 par Horme Buire,

Voitures voyageurs à bogies, 
- Rab 1 à 5, 1re et 2e classe
- Rb 11 à 17, 2e classe

Wagons de marchandises à 2 essieux
- 27 wagons plats
- 4 wagons plats à traverse mobile
- 27 wagons couverts
- 33 wagons tombereaux